# 李期
李 期（り き）は、五胡十六国成漢の第3代皇帝。字は世運。初代皇帝李雄の四男である。

## 生涯

### 若き日
聡明で学問を好んだ。後に建威将軍に任じられた。
ある時、李雄はその諸子と宗室の子弟に命じ、恩徳・信義でもって衆を集めさせた。多い者でも数百人しか集まらなかったが、李期だけは千人を超えた。李期が推薦する人の多くが李雄に取り立てられ、長史に任じられたので、李期の門下に入る者が後を絶たなかった。20歳になると文章に長じた。財には執着せずに施しを好み、謙虚に振る舞って人材を招納した。

### 皇帝即位
玉衡24年（334年）6月、父の李雄が崩御すると従兄の李班が即位した。9月、江陽を鎮守していた兄の李越は、李班が李雄の子でないのに後継ぎとされたことを不満に思い、成都に到来すると密かに李期と共に暗殺を企てた。10月、李越は夜中に殯宮に入り李班を殺害した。
李期は李越を君主に奉戴するつもりであったが、李越は李期が皇太后である任夫人に養育され、また多才多芸であったので位を譲った。李期は皇帝に即位すると領内に大赦を下し、玉恒と改元した。李寿（李驤の子）を漢王に改封し、大都督・東羌校尉・中護軍・録尚書事に任じた。兄の李越を建寧王に封じ、相国・大将軍・録尚書事に任じ、同じく兄の李覇を中領軍・鎮南大将軍に、弟の李保を鎮西大将軍・汶山郡太守に任じた。伯父の李始を征東大将軍に任じ、李越に代わって江陽を鎮守させた。また、妻の閻夫人を皇后に立てた。衛将軍尹奉を右丞相・驃騎将軍・尚書令に任じ、王瓌を司徒に任じた。李雄を安都陵へ埋葬し、武皇帝と諡した。
李始は李寿と結託して李期を討とうと考えたが、李寿は応じなかった。李始は怒り、李期へ讒言して李寿を誅殺するよう請うた。だが、李期は李寿に命じて李班の弟である李玝を討伐させるつもりであったので、認めなかった。李期はまず李玝の兄である李都を誅殺し、さらに李寿を涪城に派遣して李玝を攻撃させた。李玝は城を放棄して東晋に帰順した。李期は李寿を梁州刺史に任じて、涪城を鎮守させた。
玉恒元年（335年）9月、李班の母の兄である羅演は李寿の相上官澹と共に、李期を害して李班の子を後継とするよう企んだ。だが、計画は事前に洩れて羅演・上官澹・李班の母の羅夫人は殺害された。李期は李寿に命じ、漢中に駐屯する東晋の建威将軍司馬勲を攻撃させた。李寿はこれを討ち破って漢中を陥落させ、守宰を置いて南鄭を守った。
李期は自らの謀略により大事を成就させたと自認し、父の代からの旧臣を軽んじるようになり、外においては尚書令景騫・尚書姚華・田褒らを信任した。内においては宦官許涪らを信任した。田褒は大した才能もなかったが、李雄の代に李期を世継ぎとするよう勧めた事があり、大いに寵遇された。国家の刑事･政事はごく僅かの側近とのみ協議し、褒賞や刑罰は全てその中の数人が決定した。これにより国家の法律・規律は大いに乱れ、成は次第に衰退した。尚書僕射・武陵公李載は反乱を企んでいると誣告され、投獄されて病死した。
李期の兄弟である李覇と李保が立て続けに病気で没すると、李期が毒殺したのではないかとの噂が広がった。大臣達は恐れを抱き、人心は大いに動揺した。この時、天から巨大な魚が宮中に降り、宮中では豚と犬が交わるという奇怪な出来事が起こったと晋書に記載されている。

### 最期
玉恒4年（338年）、李期は多くの者を誅戮し、その家の婦女や資財を没収した。百官は内外共に恐々とし、他人と出会っても目配せだけで言葉は出さなくなった。諫言する者はみな罪を問われたので、人々は禍から逃れるのに必死であった。
従父の李寿は国家の重鎮であり威名があったので、李期も李越も彼を警戒した。李寿は誅殺を恐れ、入朝の時期が来る度に外敵に備えるのを名目として成都へ赴かなかった。李期は李寿の養弟である安北将軍李攸を毒殺すると、さらに李越・景騫・田褒・姚華らと李寿の襲撃を企て、市橋を焼いてから出兵しようと考えた。また、幾度も中常侍許涪を李寿の下へ派遣し、彼の動向を覗った。李攸が殺害されると聞くと李寿は大いに恐れ、さらに許涪がしばしば往来することを疑った。李寿は長史羅恒・解思明と共に成都攻略の目論むようになった。 
李寿は歩兵･騎兵併せて1万を率いて涪城から成都へと進軍し、李奕を先鋒とした。そして、景騫や田褒が朝政を乱している事から、兵を起こして李期の側に侍る奸賊を除くのだと喧伝した。李寿が成都に到来すると、李期と李越はこれを全く予想しておらず、何の備えもしていなかった。李寿の世子李勢は内で呼応して城門を開いて李寿を迎え入れた。李寿は成都城を制圧すると、宮門には兵を配置した。
李期は侍中を派遣して慰労したが、李寿は相国建寧王李越・尚書令河南公景騫・尚書田褒・姚華・中常侍許涪・征西将軍李遐・将軍李西らは皆姦佞であり。政事を乱して社稷を傾けようと謀っているから、大逆不道の罪によって夷滅するようにと上奏した。李期はこれを拒む術を知らず、李越や景騫らを殺害した。
さらに、李寿は任皇太后の命だと偽り、李期を廃して邛都県公に落とし、別宮に幽閉した。李期は「天下の君主たるものが小県の公となるとは、死んだも同然である」と嘆いた。
5月、首を吊って自殺した。享年25であり、在位期間は5年であった。幽公と諡され、葬儀は王礼をもって執り行われた。
李雄の子は皆、李寿によって殺害された。

## 宗室

### 父
- 李雄（武帝）

### 妻
- 閻皇后

### 兄弟
- 兄：李越
- 兄：李覇
- 弟：李保

## 伝記資料
- 『晋書』巻一百二十一 載記第二十一